# Christentum in der Türkei

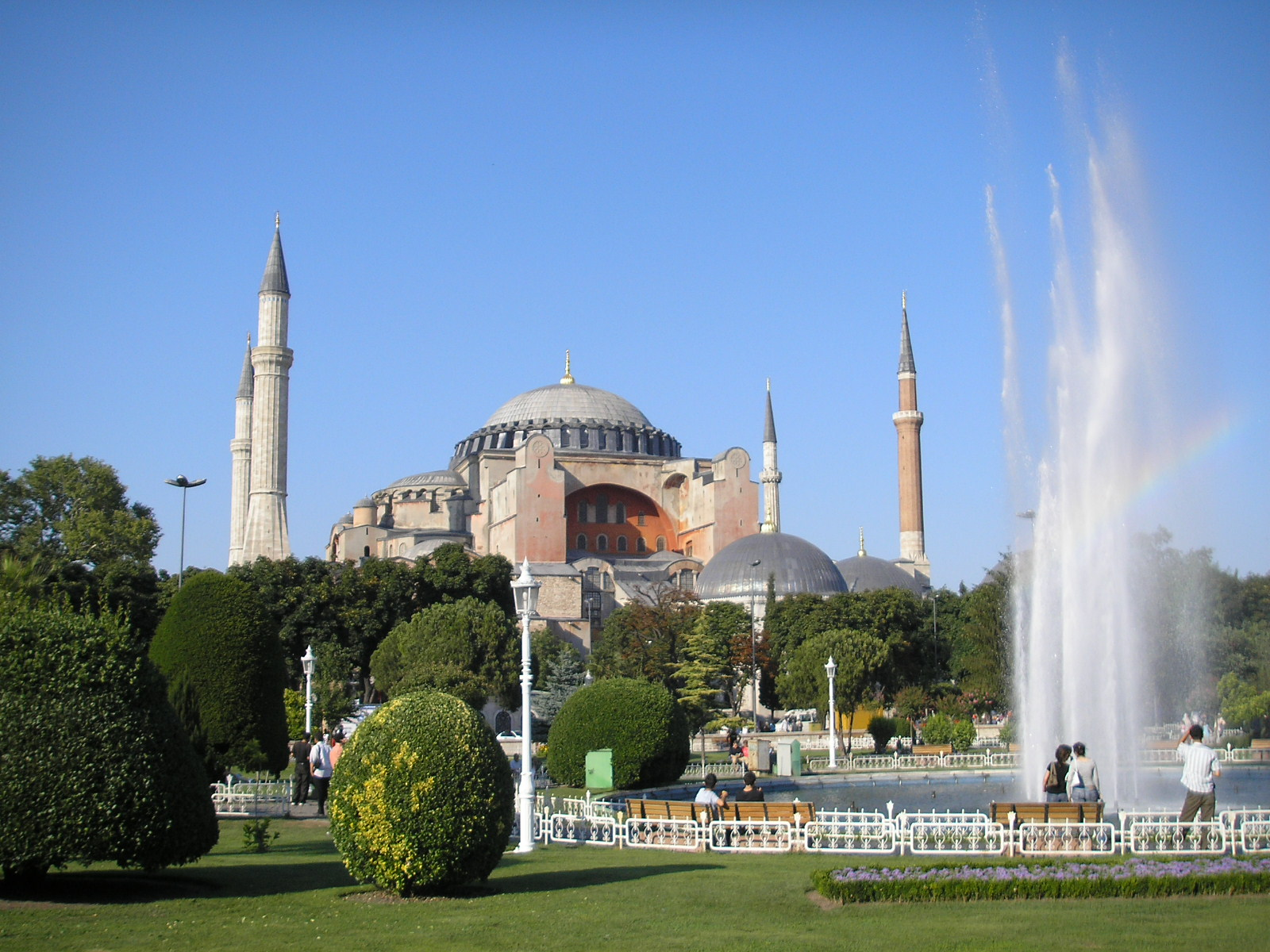
Hagia Sophia – im Mittelalter weltweit größte Kirche – in osmanischer Zeit Moschee und von Republikgründung bis ins Jahr 2020 Museum

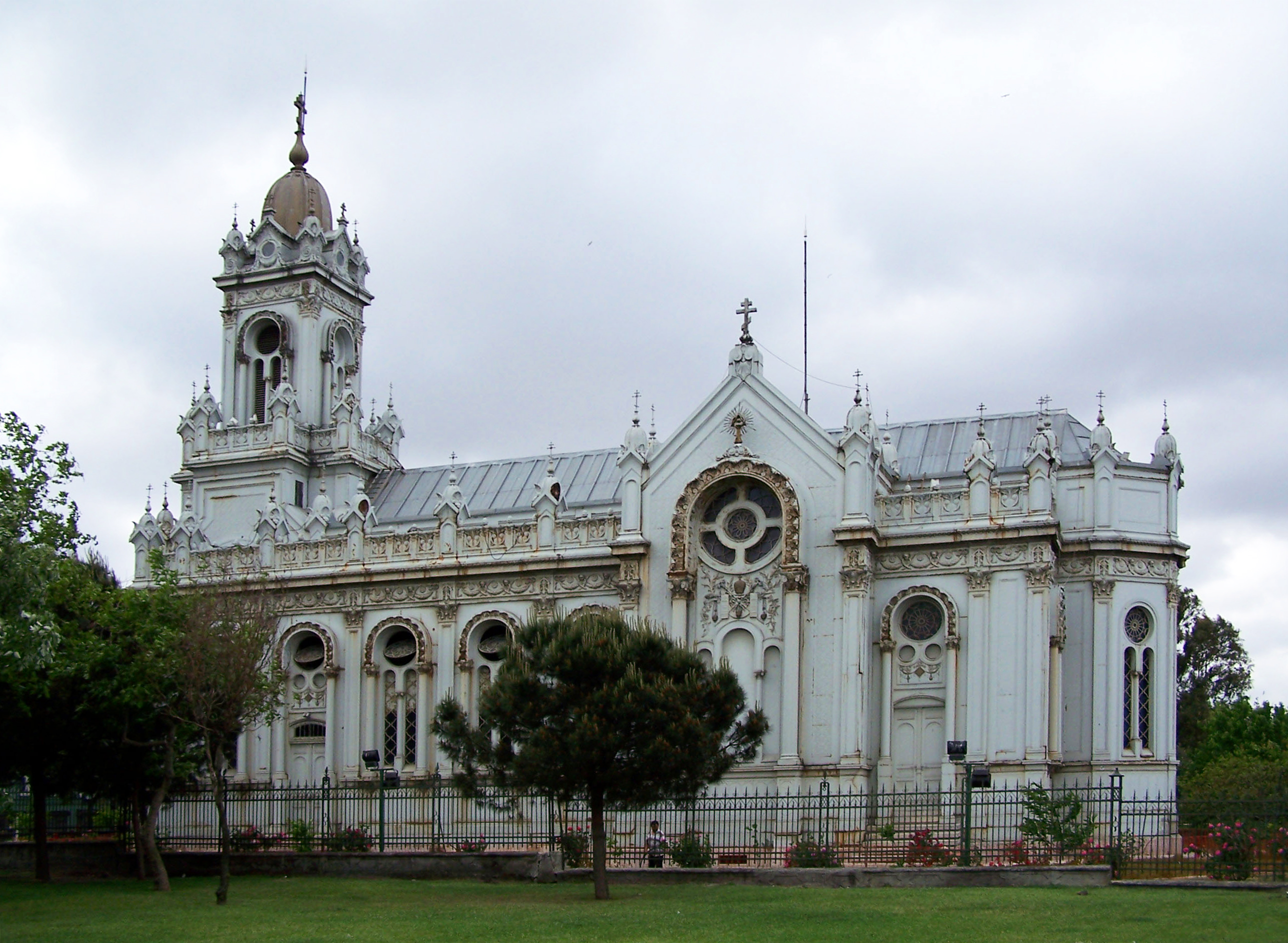
Die bulgarisch-orthodoxe Kathedrale Sankt Stefan im heutigen Istanbul

Das Christentum verbreitete sich vor fast 2000 Jahren im Gebiet der heutigen Türkei. In den letzten 900 Jahren hat sich das zuvor fast ausschließlich von Christen besiedelte Gebiet nach Jahrhunderten des Zusammenlebens beider Religionen zu einem fast ausschließlich von Muslimen bewohnten Gebiet gewandelt.
Aufgrund historischer Belastungen wie des Völkermords an den Armeniern und Assyrern (auch bekannt als Aramäer oder Chaldäer) sowie der Vertreibung der Griechen machen sie heute als religiöse Minderheit nur noch 0,2 % der Bevölkerung aus. Vor allem der Völkermord an den Armeniern hatte sich in dem kollektiven Gedächtnis der Christen derart verfestigt, dass dieser Genozid der entscheidende Auslöser für viele Christen war, aus der Türkei zu flüchten.
Insgesamt leben noch etwa 100.000 Christen in der Türkei, andere Quellen geben etwa 170.000 an. Rund 85 % leben in der Region um Istanbul, wo die Christen vor allem der armenischen Gemeinde angehören.

## Geschichte

### Urchristentum
Nach Darstellung des Neuen Testaments stammte der Apostel Paulus aus Tarsus im Gebiet der heutigen Türkei und führte dort auch einen Großteil seiner Missionstätigkeit durch. Auch in der Apostelgeschichte, den katholischen Briefen und der Offenbarung des Johannes spielen Gemeinden im Gebiet der heutigen Türkei eine zentrale Rolle. Das westliche Kleinasien war die bedeutendste Keimzelle des nichtjüdischen, durch missionierte „Heiden“ entstandenen Christentums.
Später lebten hier viele der bedeutendsten Kirchenväter. Alle sieben in Ost und West gemeinsam anerkannten Ökumenischen Konzilien fanden ebenfalls auf heute türkischem Boden statt. Dadurch wurde hier das gesamte Christentum des ersten Jahrtausends der christlichen Ära maßgeblich geprägt.

### Römische und osmanische Herrschaft
Das Gebiet der heutigen Türkei gehörte zur Zeit des Urchristentums zum Römischen Reich. Mit der Konstantinischen Wende wurde das bis dahin verfolgte Christentum zu einer erlaubten Religion und unter Theodosius I. am Ende des 4. Jahrhunderts gar zur Staatsreligion, der bald praktisch die gesamte Bevölkerung angehörte.
Nach der Schlacht bei Manzikert im Jahr 1071 gründeten türkische Seldschuken in einem Teil Kleinasiens Staaten, in denen der Islam Staatsreligion war. Langfristig setzte sich von diesen Staaten das Osmanische Reich durch, das nicht nur die übrigen seldschukischen Staaten eroberte, sondern auch das  byzantinische oder oströmische Reich.
Ab 1461 beherrschte das Osmanische Reich alle Gebiete der heutigen Türkei. Allmählich wurden die Christen zur Minderheit im Land. Ihre Rechtsstellung wurde durch das Millet-System geregelt.

### Verfolgung und Vertreibung der Christen im frühen 20. Jahrhundert
Die türkischen Christen im anatolischen Teil des damaligen Osmanischen Reichs zählten Ende des 19. Jahrhunderts noch mehr als zwei Millionen und machten damit ein Viertel der Bevölkerung auf dem Gebiet der heutigen Türkei aus. Anatolien hatte im 19. Jahrhundert hunderttausende muslimischer Flüchtlinge (Muhacir) aufgenommen – Albaner, Bosniaken und Balkantürken, die aus den Balkanländern nach deren Lossagung vom osmanischen Reich geflüchtet waren. Das führte zunächst zum demographischen Absinken des christlichen Bevölkerungsanteils im anatolischen Teil der späteren Türkei. Allein 850.000 muslimische Flüchtlinge wurden in den von armenischen Christen bewohnten Gegenden angesiedelt.
Ab Mitte des 19. bis in die erste Hälfte des 20. Jahrhunderts wurden die meisten Christen aus dem Gebiet der heutigen Türkei vertrieben oder getötet. Die Vertreibung und teilweise Massenermordung von Minderheitsgruppen erfolgte in einzelnen Schritten:
- 1843 wurden durch den kurdischen Stammesführer Bedirxan Beg bei Massakern mindestens 10.000 Armenier und Bergnestorianer in Aşita (Hoşut) im Sandschak Hakkâri ermordet. Frauen und Kinder wurden z. T. in die Sklaverei verkauft.[6][7]
- 1894–1896 wurden bei ersten antiarmenischen Pogromen 80.000 bis 300.000 armenische Christen ermordet.[8][9][10][11][12] Das Massaker richtete sich hauptsächlich gegen die armenische Bevölkerung, wandelte sich im Verlauf jedoch zu allgemein antichristlichen Pogromen, bei dem nach einer zeitgenössischen Quelle etwa 25.000 Assyrer ermordet wurden.[13]
- 1909 wurden bei pan-islamischen, antiarmenischen Pogromen in Adana und der Provinz Kilikien 30.000 armenische Christen ermordet.[14] Bis 1910 forderten die anschließenden Epidemien und eine Hungersnot unter den schlecht versorgten Überlebenden der Massaker weitere 20.000 Opfer.[15]
- Während des Zweiten Balkankrieges 1913 wurden die orthodoxen und katholischen Bulgaren aus Ostthrakien und die Bulgaren aus den anatolischen Gebieten vertrieben. Schätzungen der Vertriebenenorganisationen und der bulgarisch-orthodoxen Kirche belaufen sich auf zwischen 60.000 und 400.000 Flüchtlinge.
- 1915–1917 wurden nach unterschiedlichen Schätzungen 300.000 bis 1.500.000 armenische Christen im Osmanischen Reich ermordet. Hunderttausende wurden nach Mesopotamien und Arabien deportiert,[16] zahlreiche starben bei den Deportationen, einige flohen in den russischen Teil Armeniens, weniger als 100.000 lebten nach 1922 im Land.[17] Ebenso war ab 1915 die Volksgruppe der Assyrer/Aramäer von einem Völkermord betroffen, ein ähnliches Schicksal traf die Pontosgriechen.[18]

Handelsflagge der orthodoxen Christen im Osmanischen Reich

- 1922–1923 wurden ca. 1.250.000 griechisch-orthodoxe Christen im Zuge der griechischen Niederlage im griechisch-türkischen Krieg und gemäß dem anschließend vereinbarten Bevölkerungsaustausch zwischen Griechenland und der Türkei nach Griechenland vertrieben.[19] Ausgenommen waren lediglich die griechisch-orthodoxen Gemeinden in Istanbul und auf den Inseln Bozcaada und Gökçeada. Beim Bevölkerungsaustausch wurden auch 500.000 muslimische Türken aus Griechenland in den neuen türkischen Nationalstaat vertrieben. Zehntausende Christen wurden nach der Eroberung der griechischen Gebiete oder bei den Vertreibungen ermordet.[20]
- 1955 verließen nach dem vor allem gegen Griechen gerichteten Pogrom von Istanbul Tausende griechisch-orthodoxe Einwohner die Stadt.[21] Von 110.000 Griechen im Jahr 1923[22] waren zehn Jahre nach dem Pogrom nur noch 48.000 geblieben.[23]

Die Nachkommen der verbliebenen Christen leben vorwiegend in Istanbul (griechisch-orthodoxe und armenische Christen), im Tur Abdin (meist syrisch-orthodoxe Christen) sowie im Südosten in der Provinz Hatay um die altkirchliche Patriarchenstadt Antiochien, dem heutigen Antakya. Diese Provinz war bis in die 1920er Jahre syrisches Gebiet. Auch in Izmir gibt es noch kleine christliche Gemeinden, die allerdings seit dem Brand von Smyrna 1922 nur noch marginale Bedeutung haben.

## Lage und Entwicklung
Menschenrechtsorganisationen wie die Gesellschaft für bedrohte Völker (GfbV) beurteilen die Behandlung und Situation der türkischen Christen negativ. Entgegen der in der Türkei nach Artikel 24 der türkischen Verfassung geltenden Religionsfreiheit gibt es zahlreiche Beeinträchtigungen, so das staatliche Verbot, Pfarrer und Religionslehrer auszubilden und Behinderungen beim Bau von christlichen Kirchen. Insgesamt nahm die Intoleranz der türkischen Regierung gegenüber religiösen Minderheiten in den letzten Jahren zu.
Religiös motivierte Gewalttaten und Attentate auf türkische und ausländische Christen sowie Anschläge auf christliche Gebäude gibt es in der Türkei nach wie vor.
Vertreter der syrisch-orthodoxen Christen in der Türkei haben die Darstellung ihrer Glaubensgemeinschaft in staatlichen Schulbüchern kritisiert. Die Christen werden in Geschichtsbüchern als Landesverräter beschrieben, die aus wirtschaftlichen Gründen aus der Türkei ausgewandert und im Westen „zum Werkzeug der politischen und religiösen Interessen der dortigen Länder“ geworden seien. Vertreter der syrisch-orthodoxen Christen beklagten, dadurch werde die Feindschaft der christlichen Minderheit gegenüber weiter vertieft. Im Oktober 2015 veröffentlichte die türkische Bibelgesellschaft im Auftrag von fünf christlichen Konfessionen in der Türkei ein 96-seitiges Heft mit dem Titel Das Christentum und seine Grundsätze. In leicht verständlichem Türkisch soll das Heft türkischen Schulen als Grundlage dienen und vorherige missverständliche Darstellungen zum Christentum aufklären.
Bei der türkischen Parlamentswahl am 12. Juni 2011 wurde Erol Dora ins türkische Parlament gewählt. Er ist somit der erste christliche Abgeordnete im türkischen Parlament seit den 1960er Jahren. Mit Selina Özuzun Doğan (Armenierin in der Republikanischen Volkspartei CHP) wurde bei den Wahlen im Juni und November 2015 die erste christliche Frau seit mehr als einem halben Jahrhundert Abgeordnete.

### Rechtssituation

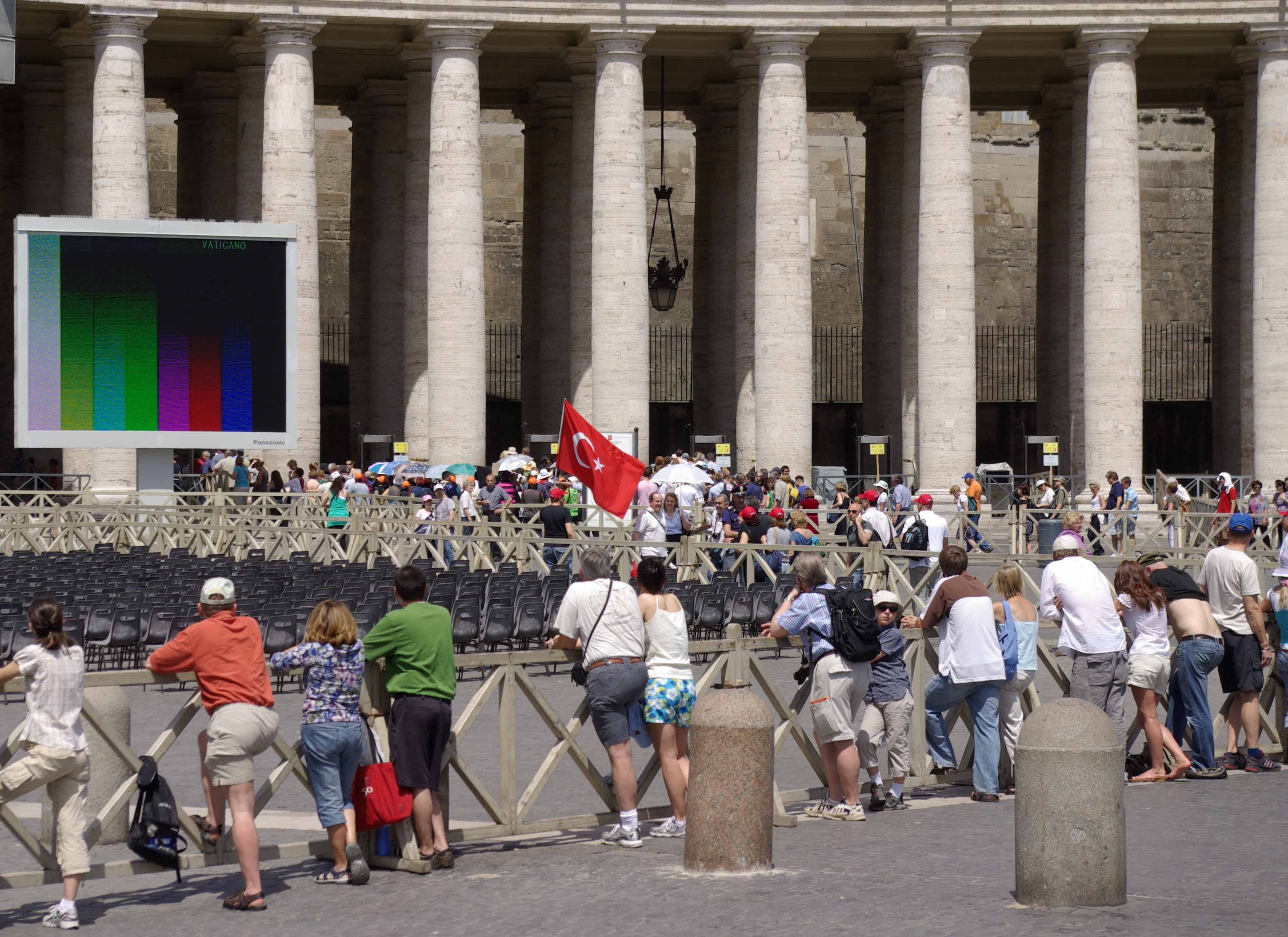
Türkische Katholiken auf dem Petersplatz in Rom, 2009

Im Vertrag von Lausanne aus dem Jahr 1923, der in der Türkei bis heute gilt, wurden den Anhängern von zwei christlichen Konfessionen und des Judentums einige Minderheitenrechte zugesprochen. Demnach sind allerdings nur die griechisch-orthodoxe Kirche und die Armenisch-Apostolische Kirche als christliche Konfessionen anerkannt. In der Türkei sind die Assyrer als Minderheit nicht anerkannt. Ihre Kultur und Sprache können sie nur versteckt in den Kirchen praktizieren, die Kirchensprache wird heimlich gelehrt. Nach Angaben der Gesellschaft für bedrohte Völker wurde der Lausanner Vertrag mittlerweile durch türkische Gesetze ausgehöhlt, sodass der Gebrauch der Minderheitenrechte kaum noch möglich ist.
Der Titel „ökumenisch“ wird dem ökumenischen Patriarchen und Erzbischof von Konstantinopel Bartholomäus I. de jure aberkannt. Hierzu ermittelt die türkische Staatsanwaltschaft gegen das Festhalten des Patriarchen an seinem Titel, trotz eines Gerichtsurteils. Bis heute soll in der Gegenwart eine politisch gewollte Diskriminierung von Christen durch Muslime existieren.
Zu den weiterhin ungeklärten Problemen zählen die nicht mögliche Ausbildung von christlichen Geistlichen und die anhaltende Schließung des Seminars von Heybeliada und des Heilig-Kreuz-Seminars. Theologie kann auch von christlichen Studenten nur noch an islamisch-theologischen Fakultäten studiert werden. Pfarrer müssen sich entweder als Diplomaten ausweisen oder türkische Staatsangehörige sein. Der Rechtsstatus der nicht vom Lausanner Vertrag geschützten Kirchen, die lediglich als Vereine von Einzelpersonen existieren, sowie damit zusammenhängend der Erwerb oder Bau und die religiöse Nutzung von Immobilien. Auch die Renovierung alter Kirchen ist durch juristische Schikanen erschwert, Enteignungen von Kirchengütern noch immer Praxis. Seit der Regierung durch Erdogan erhalten die Kirchen indessen vermehrt Eigentum zurück. Trotz Änderungen im Bau- und Vereinsrecht gilt nach Einschätzung von missio: „Sicher auch mittelfristig nicht möglich sein wird der Bau von Gebetsstätten in Trägerschaft von Kirchen, da die Kirchen keinen Rechtsstatus haben.“ Evangelische Christen fordern, dass in der geplanten neuen türkischen Verfassung die Religionsfreiheit gestärkt wird.
Die Unterhalts- und Beschäftigungskosten von kirchlichen Bauten und anderen kirchlichen Immobilien, dem kirchlichen Personal sowie der kirchlichen Arbeit werden durch die jeweilige christliche Gemeinschaft überwiegend allein getragen. Eine finanzielle Unterstützung seitens des Präsidiums für Religionsangelegenheiten erfolgt nicht wie im Falle der Moscheen. Der türkische Staat übernimmt freilich die Stromrechnungen der Kirchen und beteiligt sich finanziell an ihren Renovierungen.
Gemäß Artikel 24 der Verfassung der Republik Türkei ist die Teilnahme an dem am sunnitischen Islam orientierten Religionsunterricht an Grundschulen und Mittelschulen grundsätzlich für alle Schüler Pflicht. Christliche und jüdische Schüler werden jedoch auf Wunsch vom Religionsunterricht befreit.
Im Jahr 2008 stellte das türkische Präsidium für Religionsangelegenheiten durch eine Fetva fest, dass eine Abkehr vom Islam hin zu einer anderen Religion erlaubt sei. Der Koran sehe neben einer jenseitigen Strafe keine weltliche Strafe für den Abfall vom Islam vor. Dies ist relevant, besonders für Bürger der Republik Türkei, die vom Islam zum Christentum konvertieren. Der Übertritt sei aus islamischer Sicht immer dann zulässig, „wenn der Übertritt nicht den Boden bereite für eine Auflehnung gegen den Islam und die rechtmäßige Ordnung“. Die Todesstrafe für Abkehr vom Islam sei hingegen dann gerechtfertigt, wenn der Apostat gegen den Islam Krieg führe, indem er beispielshalber Muslime unter Anwendung von Gewalt bekämpfe oder ermorde. Diese Ansicht deckt sich mit der Sure 5:32 des Korans, nach welcher der Islam die Todesstrafe nur für Mord  und Unheilstiftung (Krieg) vorsieht. Siehe auch: Kein Zwang in der Religion.

### Sakralbauten, Kirchen und Klöster

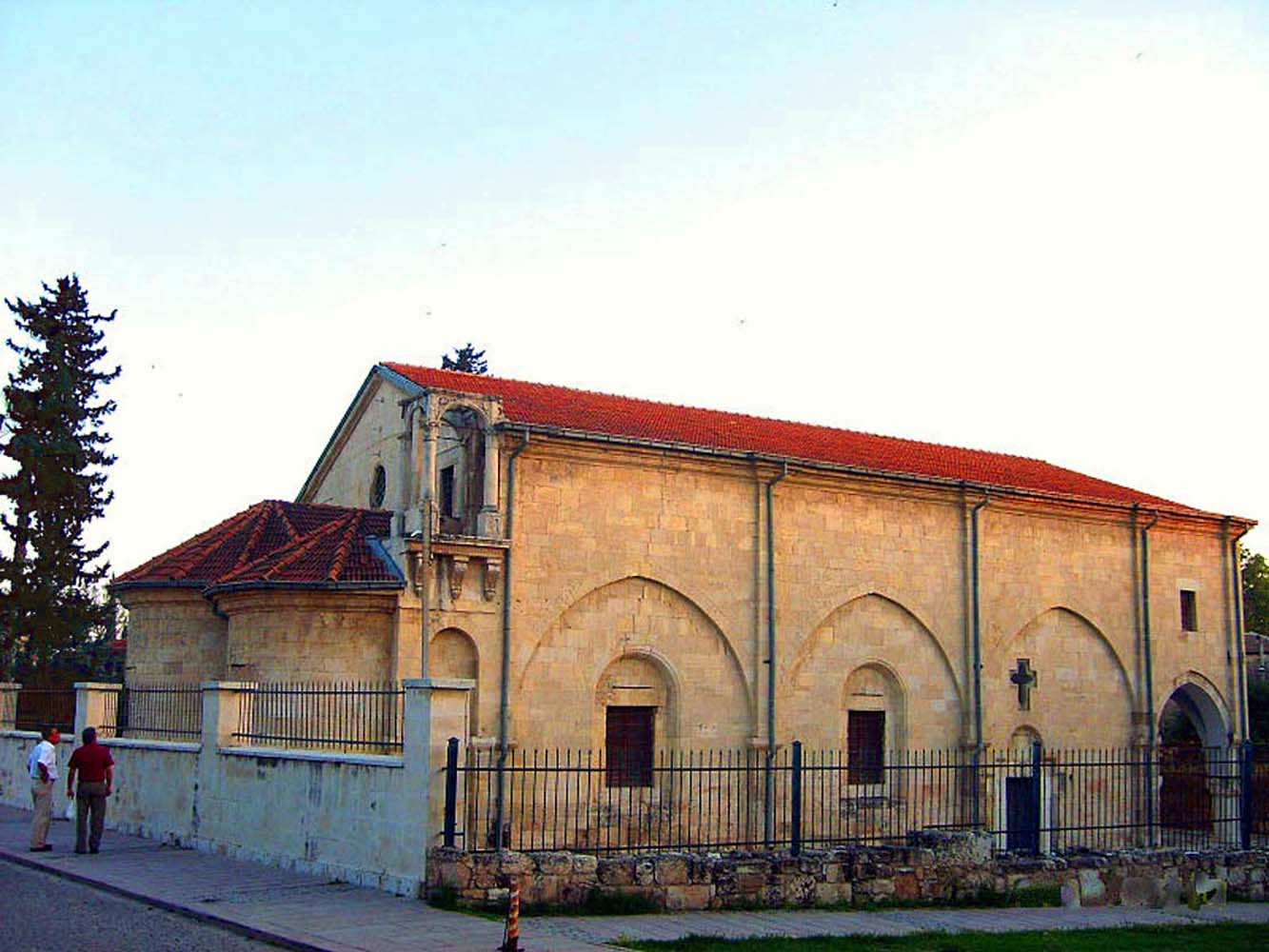
Tarsus, Paulus-Kirche

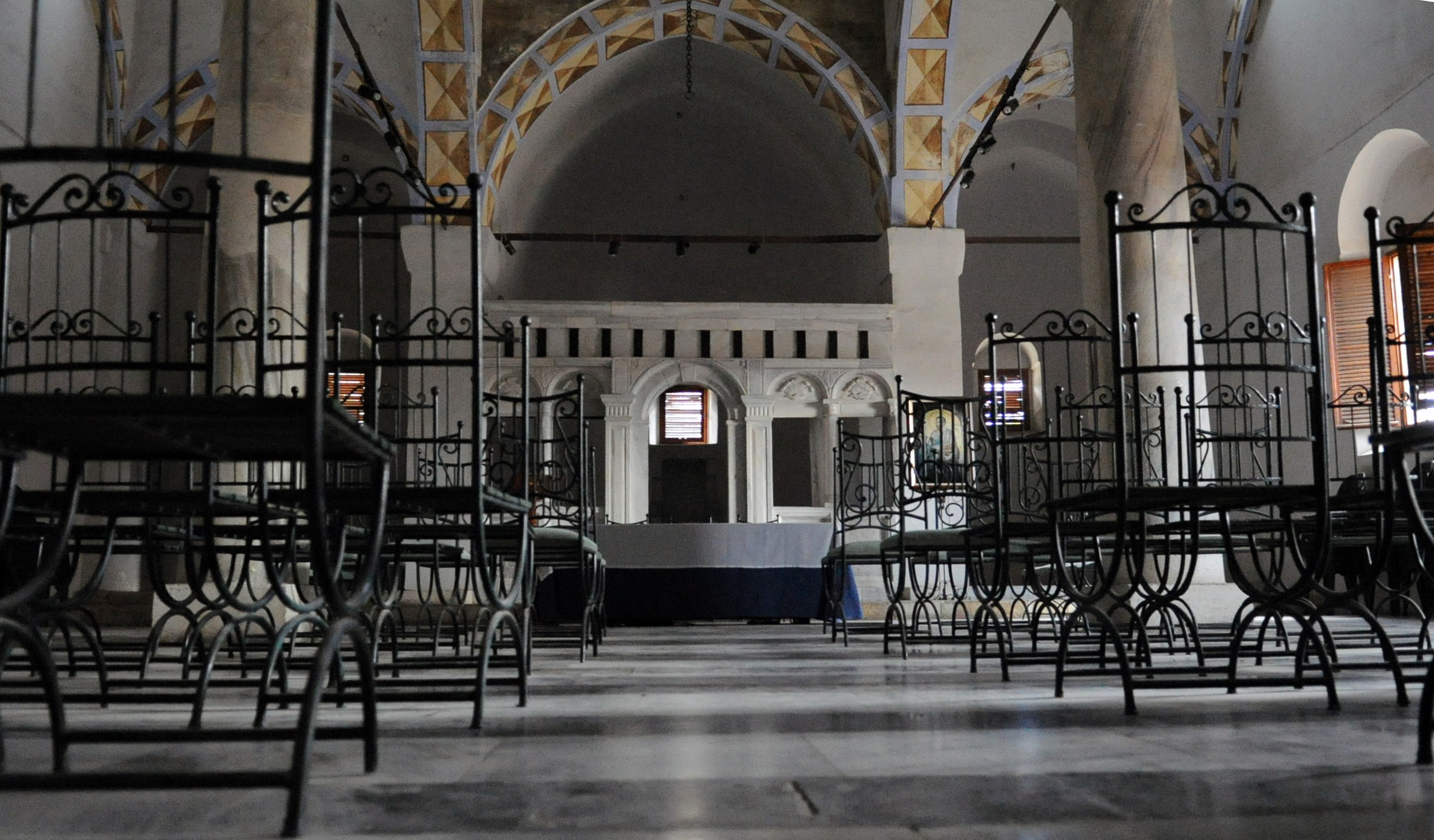
Tarsus, Paulus-Kirche, Innenansicht, heutiger Zustand

Die Pauluskirche in Tarsus, dem Geburtsort des Apostels Paulus, ist eine christliche Pilgerstätte. Die ihm geweihte griechisch-orthodoxe Kirche wurde 1943 vom türkischen Staat beschlagnahmt, als Militärlager genutzt und ist heute ein Museum. Christen konnten dort zwar Gottesdienste feiern, mussten ihre Reliquien aber nach den Messen wieder einpacken. Erzbischof Joachim Kardinal Meisner war bemüht, in Tarsus die bestehende Kirche zu übernehmen oder eine neue Kirche bauen zu dürfen. Die türkische Regierung schließt eine Rückgabe des Gebäudes an die Kirche aus. Die katholische Kirche und die orthodoxen Kirchen begingen 2008/2009 die Zweitausendjahrfeier der Geburt des Apostels mit einem Paulusjahr. Im Juni 2008 erlaubte das türkische Kultusministerium, die Kirche für Gebete im Paulusjahr zu nutzen.
Die rechtliche Situation von entwidmeten oder umgewidmeten Kirchen, Klöstern und Friedhöfen ist unklar. Gewisse Gruppierungen fordern immer wieder, dass Kirchen, die zu Museen erklärt worden sind, in Moscheen umgewidmet werden. Unter dem Einfluss des stellvertretenden Ministerpräsidenten und ehemaligen Parlamentspräsidenten der Großen Nationalversammlung der Türkei Bülent Arınç wurde die leerstehende ehemalige Kirche Hagia Sophia in Nikäa in eine aktive Moschee verwandelt. In der besagten Kirche fand das Zweite Konzil von Nikäa statt. Im Jahre 2000 war dem Ökumenischen Patriarchen erlaubt worden, die Göttliche Liturgie dort zu feiern.
Viele christliche Bauten, Friedhöfe und andere teils sehr bedeutende Stätten des christlichen Glaubens befinden sich in einem entwidmeten bzw. umgewidmeten oder (teilweise mutwillig) zerstörten Zustand.

Kloster Mor Gabriel der syrisch-orthodoxen Christen im Südosten der Türkei

Das zum UNESCO-Weltkulturerbe zählende Kloster Mor Gabriel, eines der ältesten christlichen Klöster der Welt, ist Schutzburg und Wallfahrtsort für die syrische Minderheit der Türkei. Das Kloster wurde im Jahr 397 gegründet. Über Jahrhunderte Übergriffen von Türken und Kurden ausgeliefert, steht es seit 2008 im Mittelpunkt einer politischen Kampagne, nachdem es von drei kurdischen Dörfern wegen „rechtswidriger Ansiedelung“ verklagt. Dem Kloster wird vorgeworfen, dass hier illegal Aramäisch unterrichtet wird. Ende Dezember 2008 fand in der nächstliegenden Stadt Midyat ein Gerichtsverfahren um den Fortbestand des Klosters statt, dessen Existenz damit seitens staatlicher Behörden in der Türkei durch Enteignung und Auflösung des Klosterbetriebes bedroht ist. Neue Katasteramts-Registrierungen ermöglichen es angrenzenden Bauern, die bisher keinerlei Grundbuch-Urkunden besitzen, Ländereien des Klosters für sich zu fordern. Die Kläger werden durch lokale Politiker der regierenden AKP unterstützt. Die Europäische Union hat zu dem Prozess Beobachter entsandt. Am 10. Mai 2019 wurde der Antrag beim Europäischen Gerichtshof für Menschenrechte auf die Rückgabe der 27 Hektar großen Fläche um das Kloster herum abgelehnt.
Aufgrund von Beschlüssen des türkischen Verfassungsgerichtshofes mussten 1970 das Priesterseminar der armenischen Christen in Üsküdar (Heilig-Kreuz-Seminar) den Lehrbetrieb einstellen, im Sommer 1971 das 1844 gegründete griechisch-orthodoxe Priesterseminar von Chalki und 1980 das in den 1950er Jahren eröffnete Syrisch-Orthodoxe klosterinterne Priesterseminar des Klosters Mor Gabriel die Pforten schließen.
Im ostthrakischen Edirne, wo noch 1873 Bulgaren und Griechen über die Hälfte der Bevölkerung stellten, existieren heute nur noch zwei Kirchen, die in den 2000er Jahren restauriert wurden.
Im August 2011 entschied der türkische Ministerpräsident Erdoğan, durch einen Erlass einigen nichtmuslimischen Minderheiten in der Türkei in der Vergangenheit konfiszierte Immobilien und Sakralbauten zurückzugeben. Das Oberhaupt des Ökumenischen Patriarchats von Konstantinopel, Bartholomäus I., und Vertreter der Europäischen Union begrüßten die Entscheidung als Wiedergutmachung von früherem Unrecht. Die Rückgabe der konfiszierten Immobilien ist eine Forderung der EU in den Beitrittsverhandlungen der Türkei mit der Europäischen Union. Dieser Erlass gilt jedoch nur für das Ökumenische Patriarchat, für das Armenische Patriarchat und für die türkischen Juden. Andere religiöse Gemeinschaften bleiben hiervon ausgeschlossen.
Im Ramadan 2016 wurde vom Staatsfernsehen TRT täglich um 2.00 Uhr aus der Hagia Sophia in Istanbul die Rezitation von Koranversen übertragen. Darüber hinaus gab es aus der Regierungspartei AKP Stimmen, die die Hagia Sophia wieder dauerhaft zur Moschee machen möchten. Dies wurde dann im Jahr 2020 umgesetzt.

### Internationale Kritik
Die Beseitigung von Diskriminierungen der christlichen Minderheit gehört zu den Forderungen der Europäischen Union in den Beitrittsverhandlungen mit der Türkei an den Beitrittskandidaten Republik Türkei.
Der damalige deutsche Bundespräsident Christian Wulff rief den türkischen Staat im Oktober 2010 in einer Rede vor dem türkischen Parlament in Ankara auf, die Rechte der Christen im Land zu verbessern und ihnen freie Religionsausübung zu ermöglichen. „Das Christentum gehört zweifelsfrei zur Türkei“, erklärte Wulff in dieser Rede.
Die Internationale Gesellschaft für Menschenrechte (IGFM) kritisierte Ende 2005, dass sich die Lage der religiösen Minderheiten seit dem EU-Beschluss für Beitrittsverhandlungen eher verschlechtert habe. Unter anderem sei es der Regierung Erdoğan auch 2004 nicht gelungen, Angriffe auf Christen und Kirchen zu verhindern. Außerdem habe die Türkei einige Zusagen an die christlichen Gemeinden nicht erfüllt. Weiter wird das harte Vorgehen gegen Autoren, Bürgerrechtler und Journalisten verurteilt, die sich um eine Aufklärung des Völkermordes an den Armeniern zu Beginn des 20. Jahrhunderts bemühen.
2006 startete die IGFM einen internationalen Appell unter dem Motto „Türkei: Erst die Christen vertreiben, dann in die EU?“ Darin fordert die IGFM nochmals den EU-Ministerrat auf, „angesichts der negativen Entwicklung in der Türkei eine deutliche Klärung der Vorgänge in der Türkei zu verlangen und konsequent auf der Erfüllung der Kopenhagener Kriterien zu bestehen“. Der Ökumenische Patriarch von Konstantinopel, Bartholomäus I., stellte 2006 fest, dass sich die Lage der Christen in der Türkei „vom Schlechten zum Schlechteren“ wende.

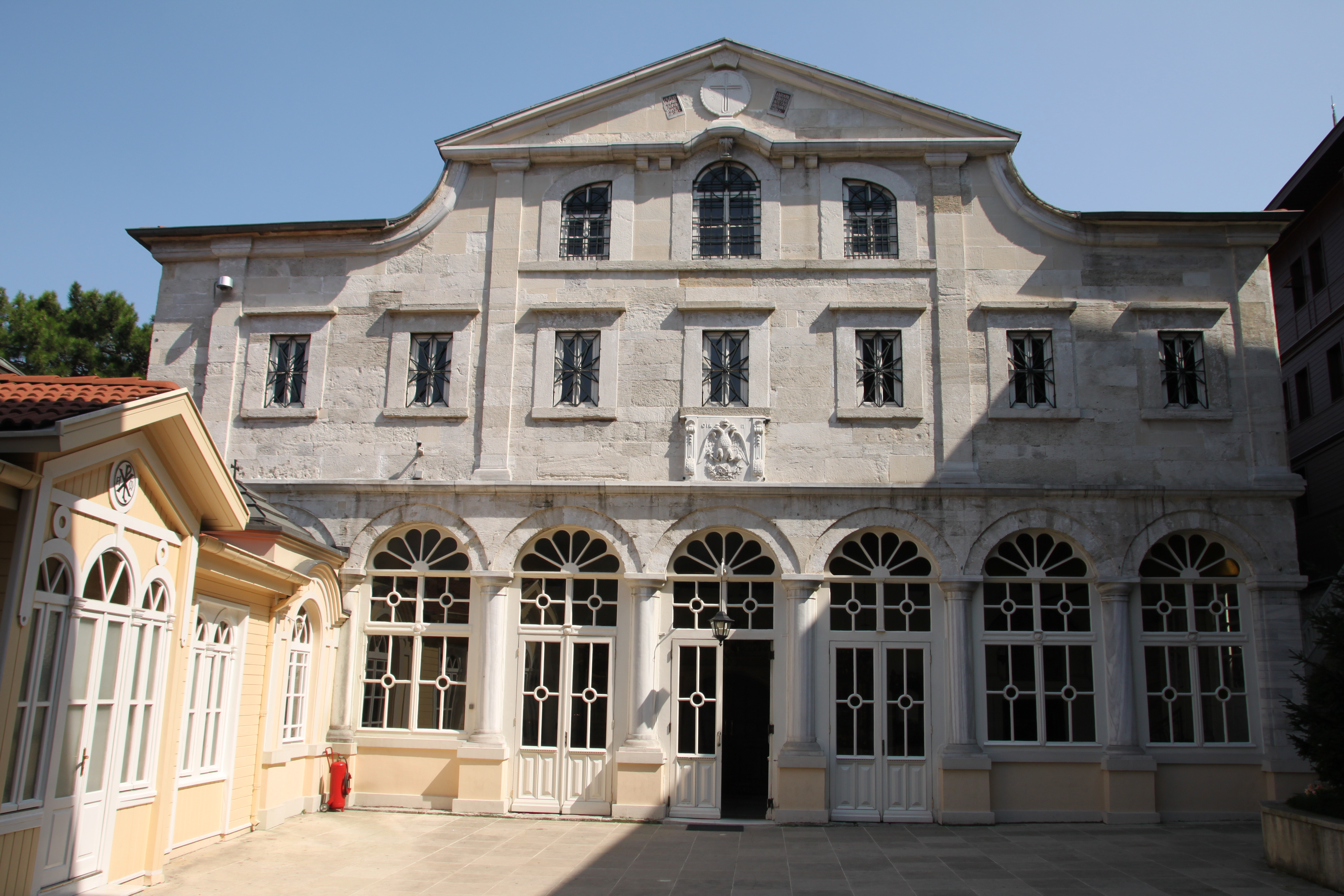
Kathedrale des Ökumenischen Patriarchats, Fener, Istanbul
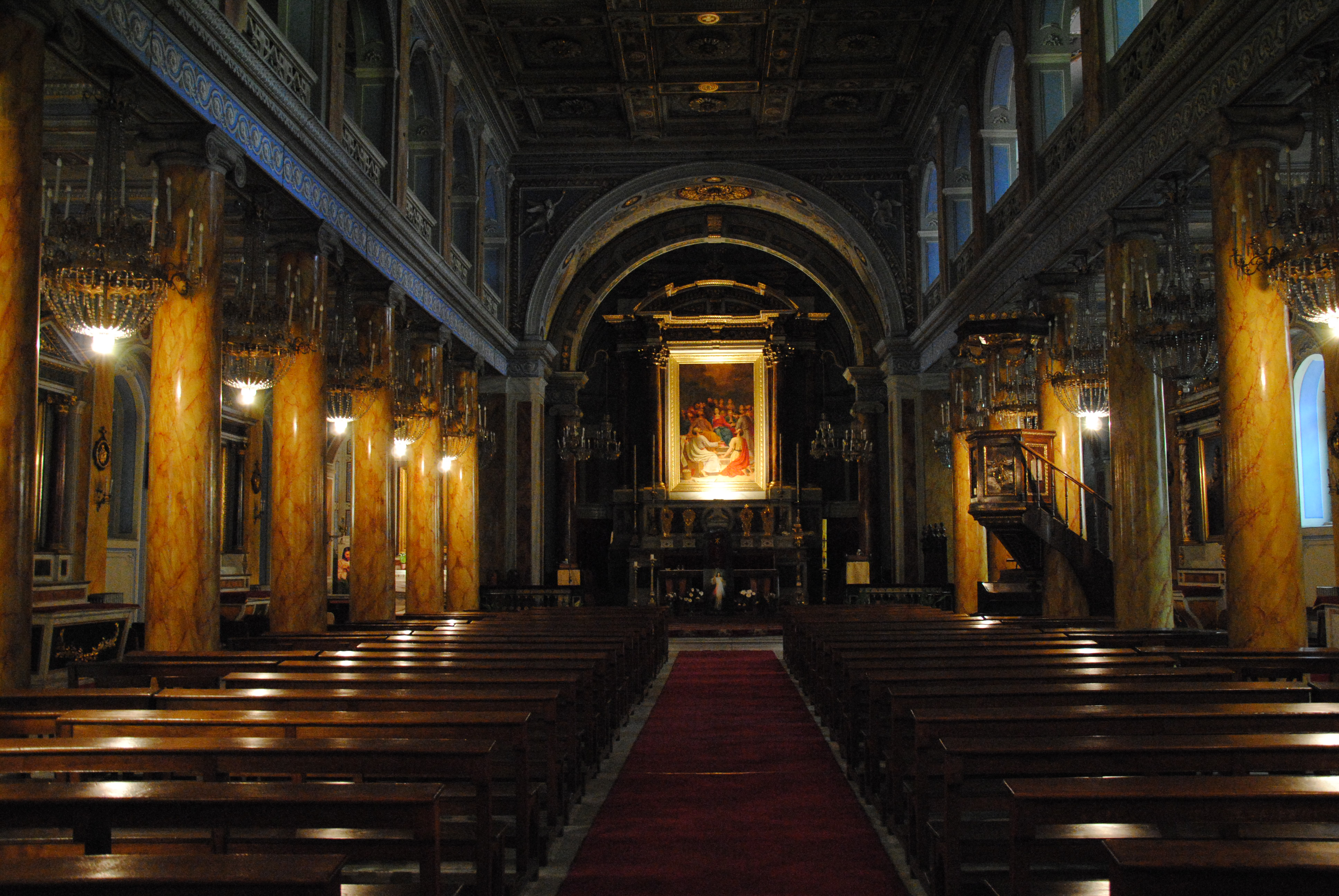
Römisch-katholische Kathedrale in Istanbul.
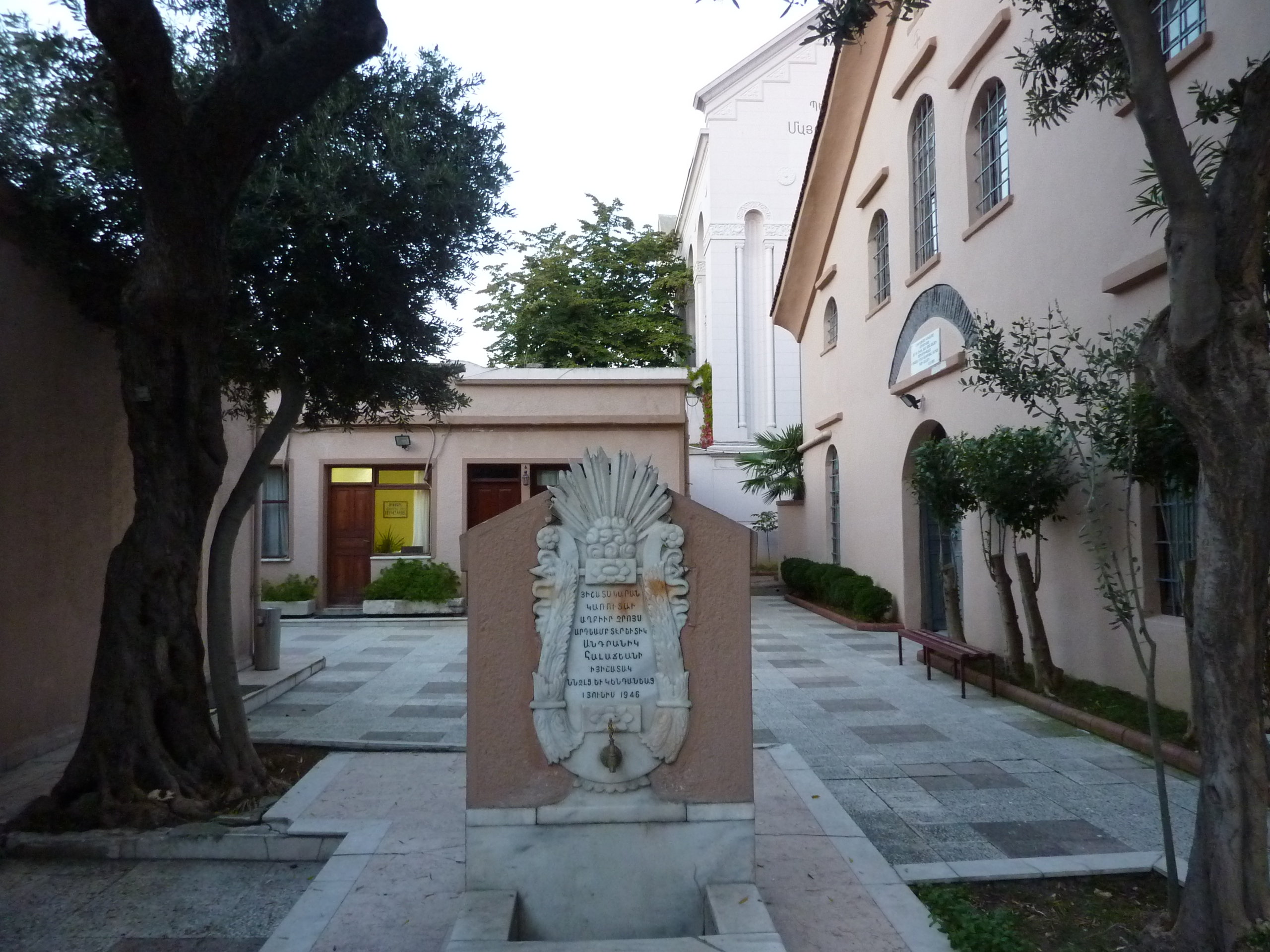
Armenisch-apostolische Kathedrale in Istanbul.
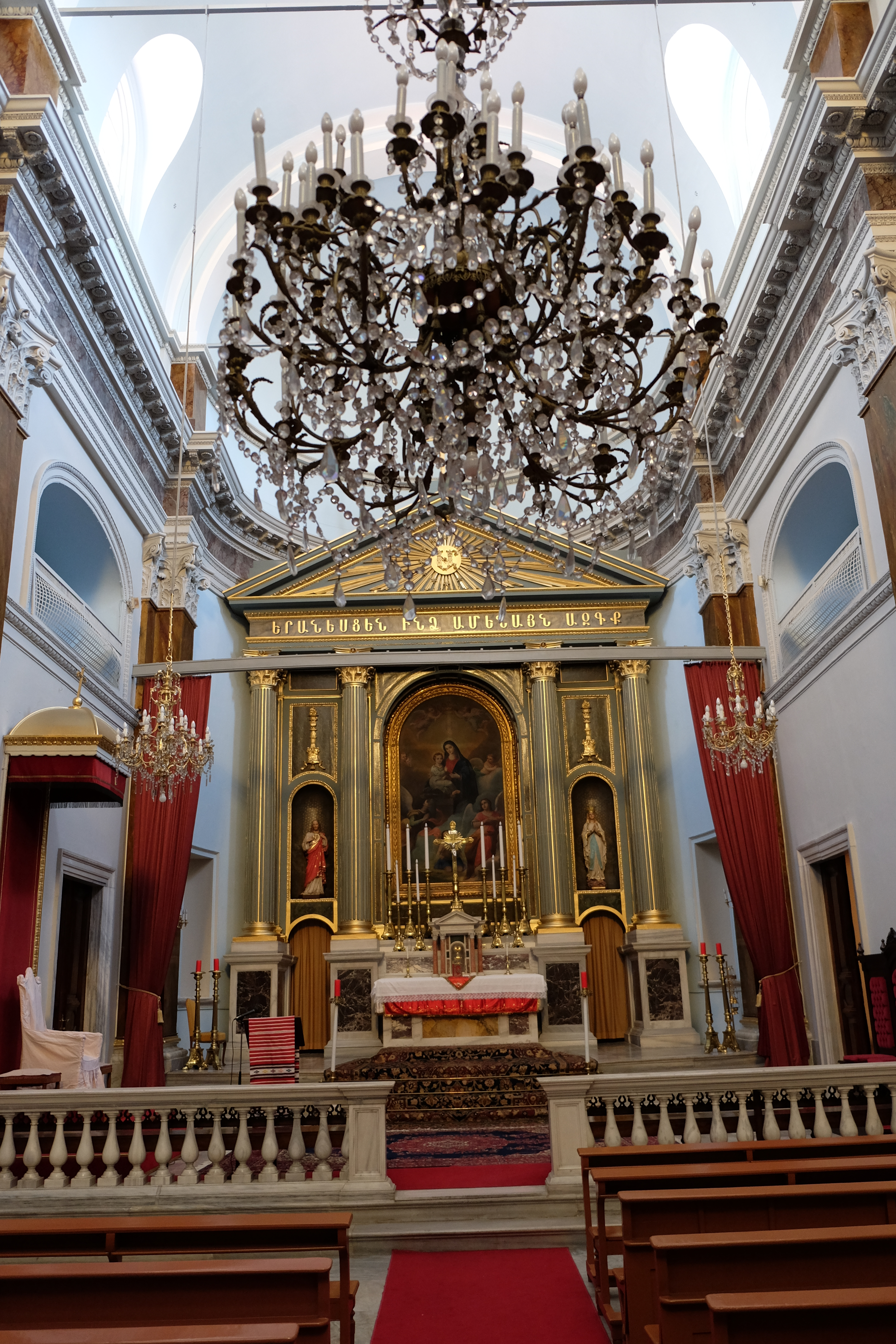
Armenisch-katholische Kathedrale in Istanbul.
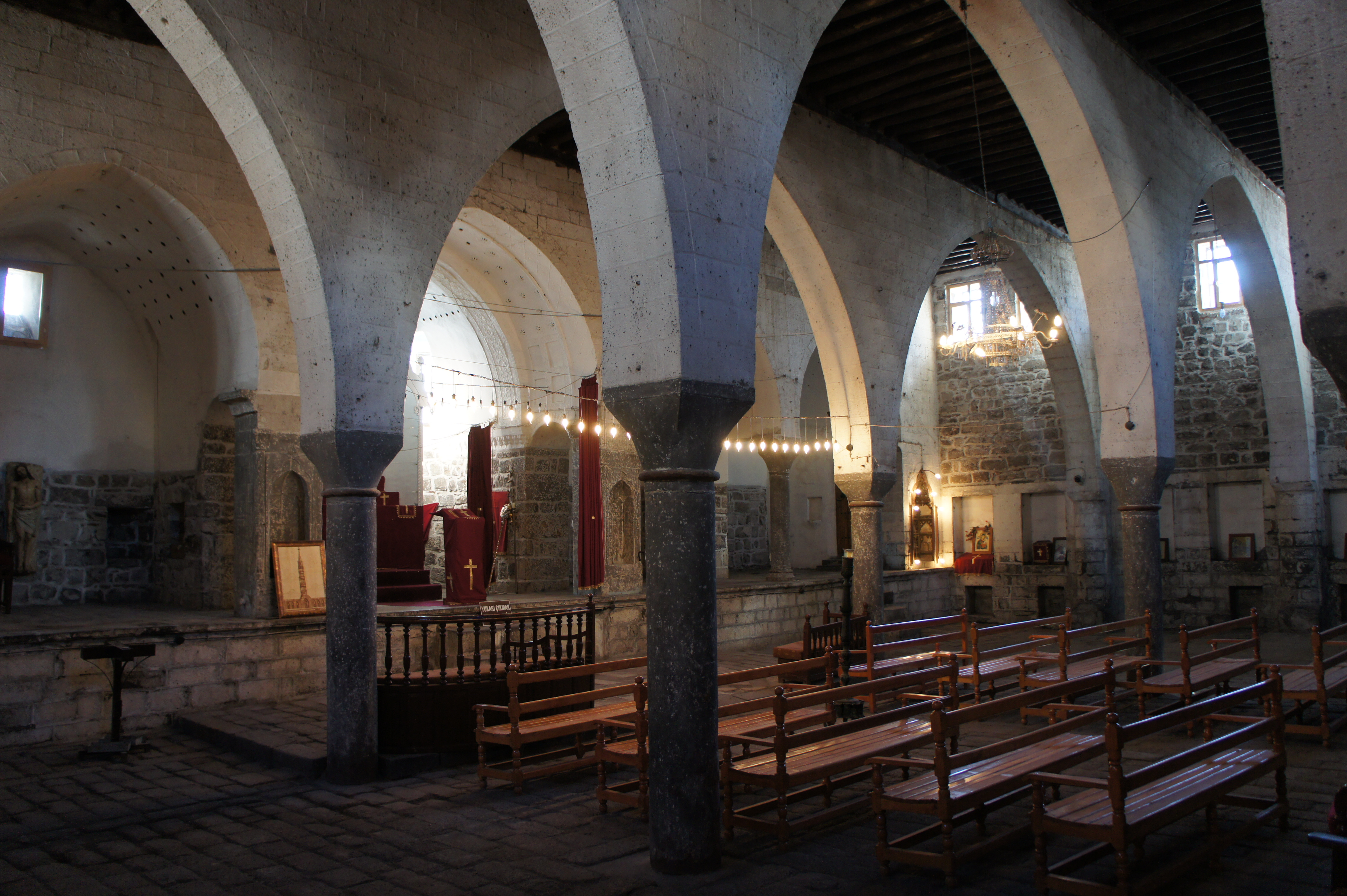
Chaldäische Kathedrale in Diyarbakır.
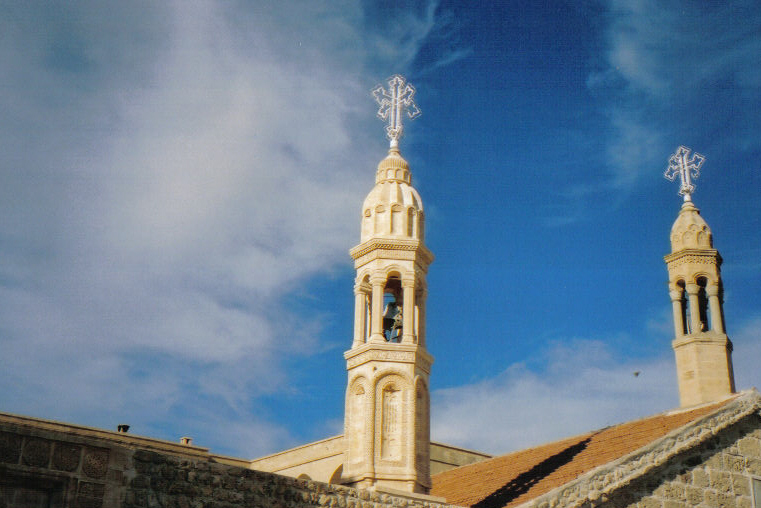
Türme des syrisch-orthodoxen Klosters Mor Gabriel im Tur Abdin

## Christliche Gemeinschaften

### Kirchen des byzantinischen Ritus
- Ökumenisches Patriarchat von Konstantinopel: Istanbul ist der Sitz des ranghöchsten Bischofs der Orthodoxen Kirchen, des Ökumenischen Patriarchen. Neben ihm gibt es eine kleinere Anzahl residierender Bischöfe von Diözesen auf türkischem Territorium sowie eine größere Zahl von Titularbischöfen.
- Rum-Orthodoxe Kirche: Die türkische Provinz Hatay mit der Stadt Antakya, dem antiken Antiochien, gehört kirchenrechtlich nicht zum Territorium des Ökumenischen Patriarchats, sondern zum Patriarchat Antiochien. Die Mehrheit der örtlichen Orthodoxen sind arabischsprachig. Der Patriarch von Antiochien residiert seit Langem in Damaskus (Syrien).
- Türkisch-Orthodoxes Patriarchat: Die Türkisch-Orthodoxe Kirche wurde aus dem Willen geboren, eine türkische Nationalkirche zu schaffen. Sie ist zahlenmäßig ganz unbedeutend und steht außerhalb der Gemeinschaft der kanonischen Orthodoxie.
- Bulgarisch-orthodoxe Kirche: Die noch bestehenden bulgarisch-orthodoxen Gotteshäuser in der Türkei (z. B. die Georgskirche und die St.-Konstantin-und-Helena-Kirche in Edirne oder die Kirche St. Stefan in Istanbul) unterstehen der Auslandsdiözese „Mittel- und Westeuropa“ (Sitz in Berlin)

### Armenische Kirchen
- Armenische Apostolische Kirche: 35 Kirchen in Istanbul und seiner Region, daneben andere Kirchen in Kayseri, Diyarbakır, Derik, İskenderun, Vakfılı Köy und Kırıkhan.

- Armenisch-Katholische Kirche (mit Rom uniert): drei Kirchen in Istanbul und seiner Provinz.
- Armenisch-Evangelische Kirche: drei Kirchen in Istanbul und seiner Region.

### Kirchen mit syrischem Ritus
- Syrisch-Orthodoxe Kirche
- Assyrische Kirche des Ostens
- Syrisch-katholische Kirche: Syrisch-katholisches Patriarchat von Antiochia (mit Rom uniert)
- Chaldäisch-Katholische Kirche (mit Rom uniert)

### Römisch-Katholische Kirche
Die Römisch-katholische Kirche in der Türkei zählt 7 Diözesen verschiedener Riten:
- Lateinischer Ritus: Apostolisches Vikariat Istanbul, Apostolisches Vikariat Anatolien und Erzbistum Izmir
- Armenischer Ritus: Erzeparchie Istanbul der Armenisch-Katholischen Kirche
- Chaldäischer Ritus: Erzeparchie Diyarbakır der Chaldäisch-Katholischen Kirche
- Westsyrischer Ritus: Patriarchal-Exarchat Türkei der Syrisch-katholischen Kirche
- Byzantinischer Ritus: Apostolisches Exarchat von Istanbul

### Evangelische Kirchengemeinschaften
Des Weiteren haben sich in der modernen Türkei kleine Evangelische Kirchengemeinschaften gebildet, darunter
- die Allianz türkischer Baptistengemeinden.

## Rundfunkberichte
- Ulrich Pick: Verfolgte Christen – Keine Heimat mehr im Orient, Deutschlandfunk – „Hintergrund“ vom 3. März 2014